# Barbara Flynn
Barbara Flynn, född Barbara Jay MacMurray den 5 augusti 1948, är en engelsk skådespelare.
Flynn spelade bland annat Belinda i TV-versionen av Alan Ayckbourns Season's Greetings (1986), och har även spelat hustru till psykologen Edward "Fitz" Fitzgerald (Robbie Coltrane) i TV-serien Cracker.

## Filmografi i urval
- 1970–1972 – Familjen Ashton (TV-serie)
- 1981–1985 – Open All Hours (TV-serie)
- 1993–1995 – Cracker (TV-serie)
- 1994 – Chandler & Co (TV-serie)
- 1999 – Fruar och döttrar (TV-serie)
- 2006 – Miss Potter
- 2013 – The Christmas Candle
- 2014 – 1864 (TV-serie)
- 2016 – Enkel resa till Korfu (TV-serie)